# Liste der Monuments historiques in Bergholtz
Die Liste der Monuments historiques in Bergholtz führt die Monuments historiques in der französischen Gemeinde Bergholtz auf.

## Liste der Bauwerke
| Bezeichnung | Beschreibung                                                            | Standort               | Kennzeichnung | Schutzstatus | Datum | Bild |
| ----------- | ----------------------------------------------------------------------- | ---------------------- | ------------- | ------------ | ----- | ---- |
| Burgstelle  | Motte des 11. oder 12. Jahrhunderts, später erweitert, um 1789 zerstört | Rue de l’Eglise (Lage) | PA00085351    | Inscrit      | 1985  |      |

## Liste der Objekte
| Bezeichnung                                                | Beschreibung | Standort                     | Kennzeichnung | Schutzstatus | Datum | Bild |
| ---------------------------------------------------------- | --- | ---------------------------- | ------------- | ------------ | ----- | ---- |
| Kruzifix                                                   | Holz, farbig gefasst und vergoldet, 18. Jahrhundert                                                                         | in der Kirche St-Gall (Lage) | PM68001030    | Inscrit      | 1985  |      |
| Gemälde Die Madonna mit Kind erscheint dem heiligen Gallus | Ölfarbe auf Leinwand, vergoldeter Holzrahmen, 18. Jahrhundert                                                               | in der Kirche St-Gall (Lage) | PM68000634    | Classé       | 1983  |      |
| Hauptaltar                                                 | Holz, farbig gefasst und vergoldet, 1855                                                                                    | in der Kirche St-Gall (Lage) | PM68000633    | Classé       | 1983  |      |
| Skulptur Madonna mit Kind                                  | Prozessionsfigur; Holz, farbig gefasst und vergoldet, 18. Jahrhundert                                                       | in der Kirche St-Gall (Lage) | PM68000019    | Classé       | 1983  |      |
| Marienaltar                                                | Seitenaltar; Retabel, Skulptur und Gemälde; Holz, farbig gefasst und vergoldet, sowie Ölfarbe auf Leinwand, 18. Jahrhundert | in der Kirche St-Gall (Lage) | PM68000017    | Classé       | 1983  |      |
| Orgel                                                      | Haupteintrag für PM68000020                                                                                                 | in der Kirche St-Gall (Lage) | PM68000875    | Classé       | 1983  |      |
| Orgelprospekt                                              | 1750 von Jean-Baptiste Waltrin gebaut                                                                                       | in der Kirche St-Gall (Lage) | PM68000020    | Classé       | 1983  |      |
| Kanzel                                                     | Holz, bemalt und vergoldet, 18. Jahrhundert                                                                                 | in der Kirche St-Gall (Lage) | PM68001031    | Inscrit      | 1985  |      |
| Nikolausaltar                                              | Seitenaltar; Retabel, Skulptur und Gemälde; Holz, farbig gefasst und vergoldet, sowie Ölfarbe auf Leinwand, 18. Jahrhundert | in der Kirche St-Gall (Lage) | PM68000016    | Classé       | 1983  |      |
| Gemälde Die vierzehn Nothelfer                             | Ölfarbe auf Leinwand, 18. Jahrhundert                                                                                       | in der Kirche St-Gall (Lage) | PM68000018    | Classé       | 1983  |      |